# Дзинтари (концертный зал)

Малый зал концертного зала Дзинтари в 2018 году.

Концертный зал «Дзинтари» (латыш. Dzintaru koncertzāle) — расположенный в Юрмале концертный комплекс, широко известный как площадка для проведения ряда фестивалей и других зрелищных мероприятий.

## История

Концертный зал «Дзинтари».
Архитекторы: А. Бирзениекс и В. Мелленберг, художник: А. Цирулис.
Открыт 25 июля 1936 года

Первые музыкальные концерты в юрмальском районе Дзинтари происходили уже в 70-х годах XIX века. В 1897 году в Эдинбурге (так с 1874 года в честь свадьбы дочери Александра II княжны Марии и герцога Эдинбургского Альфреда стал именоваться район, в 1922 году получивший название Дзинтари) была возведена театральная сцена, которая получила название «Концертный сад курхауза Эдинбург». В первые годы репертуар состоял преимущественно из лёгкой, танцевальной музыки, оперетты, варьете и даже цирковых номеров. В 1910 году политика концертной жизни довольно резко меняется — из Берлина приглашается большой симфонический оркестр с 70 музыкантами под руководством Франца фон Блона, приглашаются известные артисты Российской империи. С 1911 года на сцене «Концертного сада курхауза Эдинбург» играет специально созданный Эдинбургский симфонический оркестр под управлением Гвидо Самсона-Химмельшерна, выступают оркестры Императорского Мариинского театра и Варшавской филармонии, проходят концерты приглашённых звезд российских оперных театров. В 1914 году концертную жизнь прерывает начало Первой мировой войны.
Возобновляется концертная деятельность в Юрмале в 1920 году. За организацию концертов берётся концертмейстер Албертс Берзиньш с оркестром Национальной оперы Латвии. Довольно быстро сцена в Дзинтари вновь становится популярной концертной площадкой. Проходят концерты именитых артистов; выступают оркестры под управлением известных дирижёров, таких как Рихард Хагель, Гжегож Фительберг, Николай Малько. С 1931 года за организацию и радиотрансляцию концертов берётся дирижёр Арвидс Парупс с Симфоническим оркестром Радио. Сезон 1935 года во многом из-за плохих погодных условий закрывается со значительными финансовыми убытками, и Парупс в ультимативной форме требует от руководства города Юрмала постройки закрытого концертного зала. 25 июля 1936 года открывается закрытый концертный зал, построенный по проекту архитекторов Виктора Мелленбергса и Александра Бирзениекса. Концертом-открытием стало выступление Латвийского симфонического оркестра Радио под управлением дирижёра Леонида Вигнерса с композицией «Менуэт в классическом стиле». Концерты проходили как в закрытом концертном зале, так и на открытой площадке, где на некоторые концерты собиралось до 30 тысяч человек. С началом Великой Отечественной войны концертная деятельность «Дзинтари» прекратилась.
После Второй мировой войны концертная деятельность в «Дзинтари» постепенно возродилась. Для того, чтобы улучшить акустику открытой сцены и защитить слушателей от неблагоприятных погодных условий, в период с 1959 по 1962 год под руководством архитектора Модриса Гелзиса было возведено новое перекрытие крыши. Это сделало концертный зал «Дзинтари» одним из самых современных и популярных курортных концертных залов всего Советского Союза. Во время концертного сезона, длившегося с июня по август, в концертном зале выступали как оркестры Латвийской ССР, так и гастролирующие симфонические оркестры из Москвы, Ленинграда и других республик СССР. В «Дзинтари» выступали выдающиеся артисты: Дмитрий Башкиров, Лазарь Берман, Алексей Любимов, Гидон Кремер, Леонид Коган, Владимир Спиваков, Михаил Вайман, Михаил Хомицер, Мстислав Ростропович, Давид Ойстрах, Святослав Рихтер и многие другие. Иногда проходили гастроли и знаменитых зарубежных музыкальных коллективов: Варшавского национального симфонического оркестра (1959), Датского королевского симфонического оркестра (1966), Берлинского симфонического оркестра (1972). 
Кроме концертов классической музыки, в «Дзинтари» с большим успехом проходили выступления популярных советских эстрадных артистов: Раймонда Паулса, Аллы Пугачёвой, Лаймы Вайкуле, Валерия Леонтьева, Аркадия Райкина и других.
В 1986 году «Дзинтари» был выбран телевизионной группой Центрального телевидения для международного конкурса песни, который получил название «Юрмала». Была проведена реконструкция открытого зала, приспособившая его к телевизионным трансляциям. Телевизионная трансляция конкурса принесла «Дзинтари» всесоюзную известность. В дальнейшем в Юрмале регулярно проводились фестивали, конкурсы, транслировавшиеся по советскому телевидению.
В 1990-х годах, после объявления Латвией независимости в концертной жизни «Дзинтари» наступил упадок. Однако со временем отношения с российскими и европейскими артистами понемногу упорядочились, и в сезон, который длится с мая по сентябрь, в «Дзинтари» стали проводиться десятки концертов и фестивалей, среди которых международный фестиваль балета «Звёзды балета Юрмала», музыкальный фестиваль «Summertime» и ряд других. До 2015 года в «Дзинтари» проходили фестиваль КВН «Голосящий КиВиН», конкурс молодых исполнителей популярной музыки «Новая волна», фестиваль юмора «Юрмалина» (с 2015 года называется «Юморина»), однако в связи с военным конфликтом на Украине и последующими санкциями против России, все российские фестивали покинули Юрмалу.
С октября 2012 по май 2015 года была проведена реконструкция исторического здания «Дзинтари». В Малом зале появилась система отопления, что позволило проводить мероприятия круглогодично, был построен подземный этаж, в котором разместись гримёрные, репетиционные залы, комнаты для технических нужд и туалеты, к зданию был подведён водопровод, появилась возможность менять наклон пола зрительного зала. Кроме того, рядом со зданием Малого зала были построены два павильона, связанные со зданием концертного зала через подвальный этаж и остеклённый коридор — в одном находится входной вестибюль, а во втором разместились кафе и ресторан. Автор проекта — архитектурное бюро «Jaunromāns un Ābele». Затраты согласно смете составили 8,47 млн латвийских латов (порядка 12,1 млн евро по курсу перехода с лата на евро в январе 2014 года).
С 2010-х годов в «Дзинтари» с концертными турами выступают популярные исполнители из стран Прибалтики, Восточной Европы и Центральной Азии, в частности в зале выступала популярная украинская певица Светлана Лобода.

## Площадки

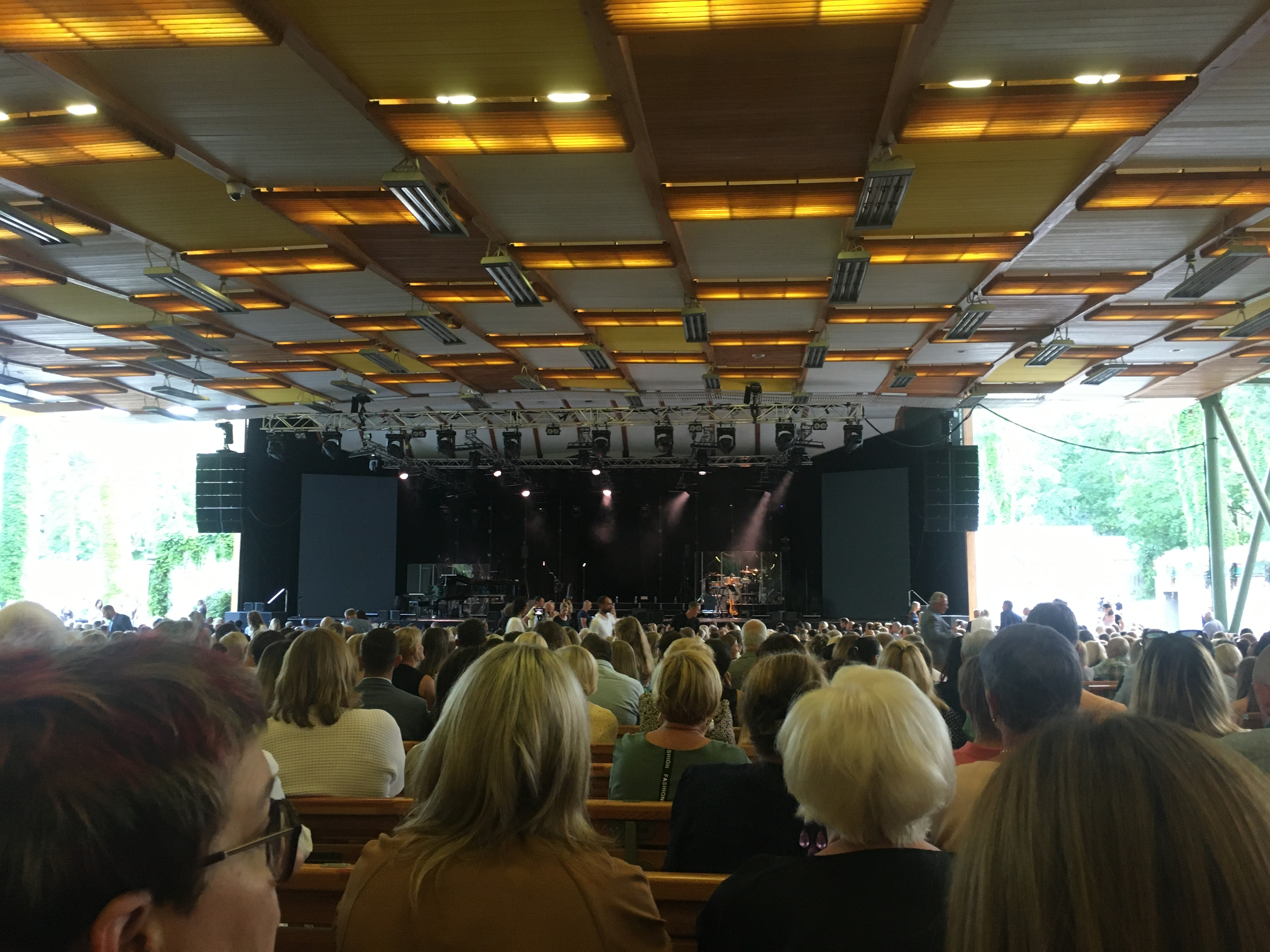
Вид на сцену Большого зала, 2022 год.

- Большой зал «Дзинтари» — открытый (с крышей, но без стен в зрительном зале). Построен в 1962 году по проекту архитектора Модриса Гелзиса; перед сезоном 2006 года был реконструирован: были изменены интерьеры сцены, установлены современные акустические системы, мягкие скамейки для зрителей и даже инфракрасные обогреватели. Сцена имеет пять уровней, которые можно использовать для симфонических, хоровых и джазовых концертов. Имеет 2110 посадочных мест, а также 300 стоячих мест. Проведение мероприятий возможно с июня по сентябрь[6].

- Малый (закрытый) зал — деревянное здание, состоящее из трёх частей, в котором использован стилизованный портик с удлинёнными колоннами. Как на фасадах, так и во внутренних помещениях присутствуют мотивы национального романтизма. Внутренние помещения среднего нефа освещаются круглыми окнами. На стенах холла висят три работы мастера прикладного искусства Ансиса Цирулиса. Построен в 1936 году по проекту архитекторов Виктора Мелленбергса и Александра Бирзниекса. Является памятником архитектуры. Площадь партера составляет 415 м² (17,5 × 23,5 м), площадь сцены — 92 м² (7 × 13,2 м)[6]. Вместимость зала в концертном варианте — 460 мест, также может быть установлено 90 дополнительных мест[6]. Пол зрительного зала в зависимости от специфики может принимать наклонное или горизонтальное положение, кресла могут быть убраны. Вместимость зала в банкетном варианте — до 250 человек[6]. Мероприятия можно проводить круглогодично.

## Репертуарная программа

### «Голосящий КиВиН»
Музыкальный фестиваль КВН «Голосящий КиВиН» ежегодно, начиная с 1996 года, проводился во второй половине июля — начале августа в Большом зале концертного зала «Дзинтари». Как правило, фестиваль состоит из трёх концертных дней: в первый день проводится генеральная репетиция, во второй день проходит телевизионная съёмка, а в третий — гала-концерт. В 2015 году фестиваль переехал в театр эстрады «Янтарь-холл» в Светлогорске Калининградской области.

### «Новая волна»
Ежегодный международный музыкальный конкурс «Новая волна» проводился в Большом зале концертного зала «Дзинтари» с 2002 по 2014 год. В 2015 году фестиваль переехал в Сочи.

### Фестиваль юмора «Юрмала»
Ежегодный фестиваль юмора «Юрмала» («Юрмалина») проводился до 2014 года в Большом зале концертного зала «Дзинтари». Фестивальную программу составляли выступления популярных российских артистов юмористического жанра. В 2015 году фестиваль был переименован в «Юморину» и переехал в Сочи.

### «Лайма. Рандеву. Юрмала»
С 2015 года в «Дзинтари» ежегодно проводится международный музыкальный фестиваль «Лайма. Рандеву. Юрмала», который стал своеобразной заменой «Новой волны».